# Ombra della sera

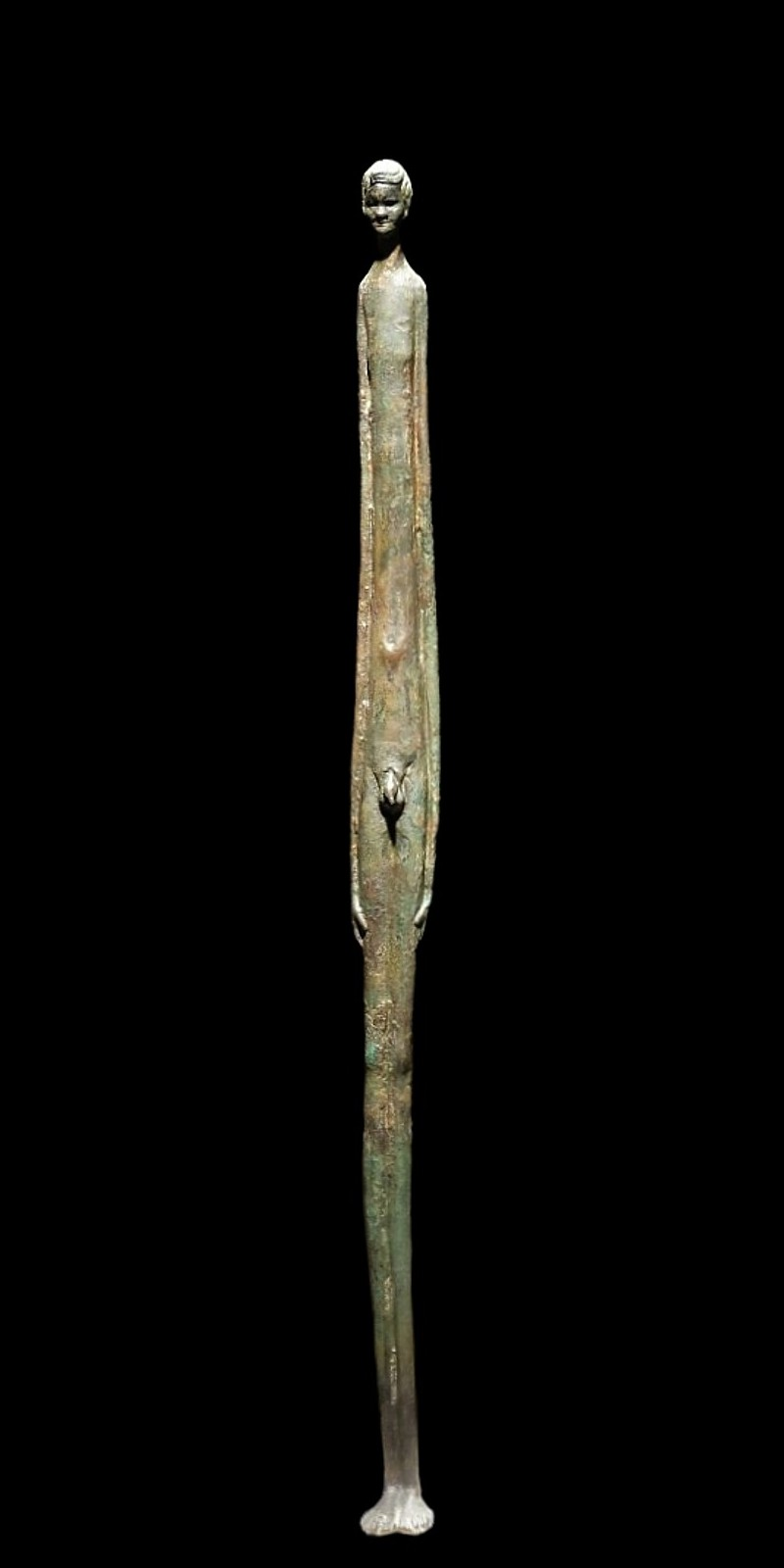
Ombra della sera

Die Ombra della sera (deutsch Schatten am Abend) ist eine etruskische Votivstatuette aus Bronze und stammt vermutlich aus dem 3. Jahrhundert v. Chr. Die Figur wird heute im Museo Etrusco Guarnacci von Volterra aufbewahrt. Sie zählt zu den bekanntesten Skulpturen der etruskischen Kunst.

## Namensherkunft
Die Bezeichnung als Schatten am Abend verweist vermutlich auf den langen Schatten, den eine Person am Abend vor Sonnenuntergang wirft. Diese Charakterisierung der Statuette stammte angeblich von Gabriele D’Annunzio, einem italienischen Schriftsteller des Symbolismus und Dichter des Fin de Siècle, der als Ideengeber für den italienischen Faschismus gilt. Erstmals dokumentiert ist die Bezeichnung Ombra della sera in einem Reiseführer von Volterra aus dem Jahr 1954, der von Paolo Ferrini verfasst worden war. Ferrini war wohl nicht der Urheber, vielmehr scheint Ombra della sera eine bereits damals verbreitete Bezeichnung für die Bronzestatuette gewesen zu sein.

## Beschreibung

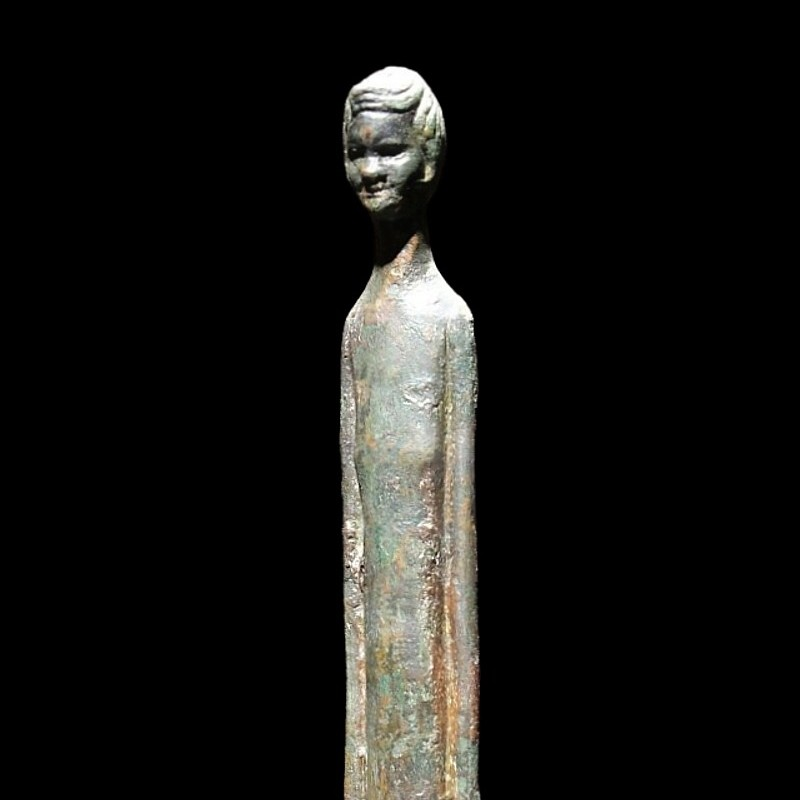
Detailansicht der Ombra della sera

Die Statuette ist 57,5 cm hoch und besteht aus Bronze, einer Legierung von Kupfer und Zinn. Dargestellt ist eine aufrecht stehende, nackte männliche Person mit seitlich an den Körper angelegten Armen und geschlossenen Beinen. Die Figur ist auffallend in die Länge gezogen und erscheint vertikal verzerrt, nur der Kopf entspricht den natürlichen Proportionen. Die Frisur, die runde Gesichtsform und das angedeutete Lächeln vermitteln der Figur eine jungenhafte Erscheinung. Die einzelnen körperlichen Merkmale wie Hände, Füße und Genitalien sind sorgfältig ausgearbeitet.

## Hintergrund
Die Bronzefigur scheint eine Votivgabe gewesen zu sein. Votivgaben waren in der Antike Weihgeschenke, mit Hilfe derer man versuchte, Gottheiten gnädig zu stimmen oder ihnen besonderen Dank für eine Wohltat oder Gefälligkeit zum Ausdruck zu bringen. Votivgaben wurden häufig aufgrund eines Gelübdes als symbolisches Opfer öffentlich an einer Kultstätte dargebracht. Diese Weihgeschenke fertigte man aus verschiedensten Materialien an, darunter Ton, Terrakotta, Bronze, Schmiedeeisen, Silber und Messing. Votivgaben konnten auch ganz unterschiedliche Formen besitzen. Es finden sich figurative Darstellungen von Personen ebenso wie Nachbildungen von erkrankten Körperteilen. Man stellte neben skulpturalen Weihegaben auch reliefartige Votivtafeln her. Besonders zahlreich sind die Funde aus etruskischer Zeit.
Die Statuette ist kein isoliertes Kunstwerk, sondern gehört zu einer Reihe von Votivgaben, die in Etrurien gut dokumentiert ist. Diese Bronzefiguren folgen nicht dem Kanon griechischer Körperproportionen, sondern zeichnen sich durch eine übertriebene Längung des Körpers aus. Die Anfänge dieser unanatomischen Körperbildung reichen bis in die spätarchaische Zeit des späten 6. Jahrhunderts v. Chr. zurück. Besonders die Werkstätten von Volterra waren für ihre besonderen Fähigkeiten bekannt, die Kupfermineralien der nahegelegenen Colline Metallifere mit Zinn zu schmelzen und zu Bronze zu verarbeiten. In der zweiten Hälfte des 3. Jahrhunderts v. Chr. produzierte man in Volterra zahlreiche Statuetten, die hinsichtlich der Ausführung und Dimension mit dieser Bronzefigur übereinstimmen. Ungewöhnlich sind die individuellen Merkmale der jugendlichen Figur, die auf den Einfluss der griechischen Porträtmalerei des 3. Jahrhunderts v. Chr. verweisen. Der labile, schwebende Eindruck, den die überschlanke Statuette vermittelt, inspirierte insbesondere den Künstler Alberto Giacometti in der Gestaltung seiner Skulpturen.

## Provenienz

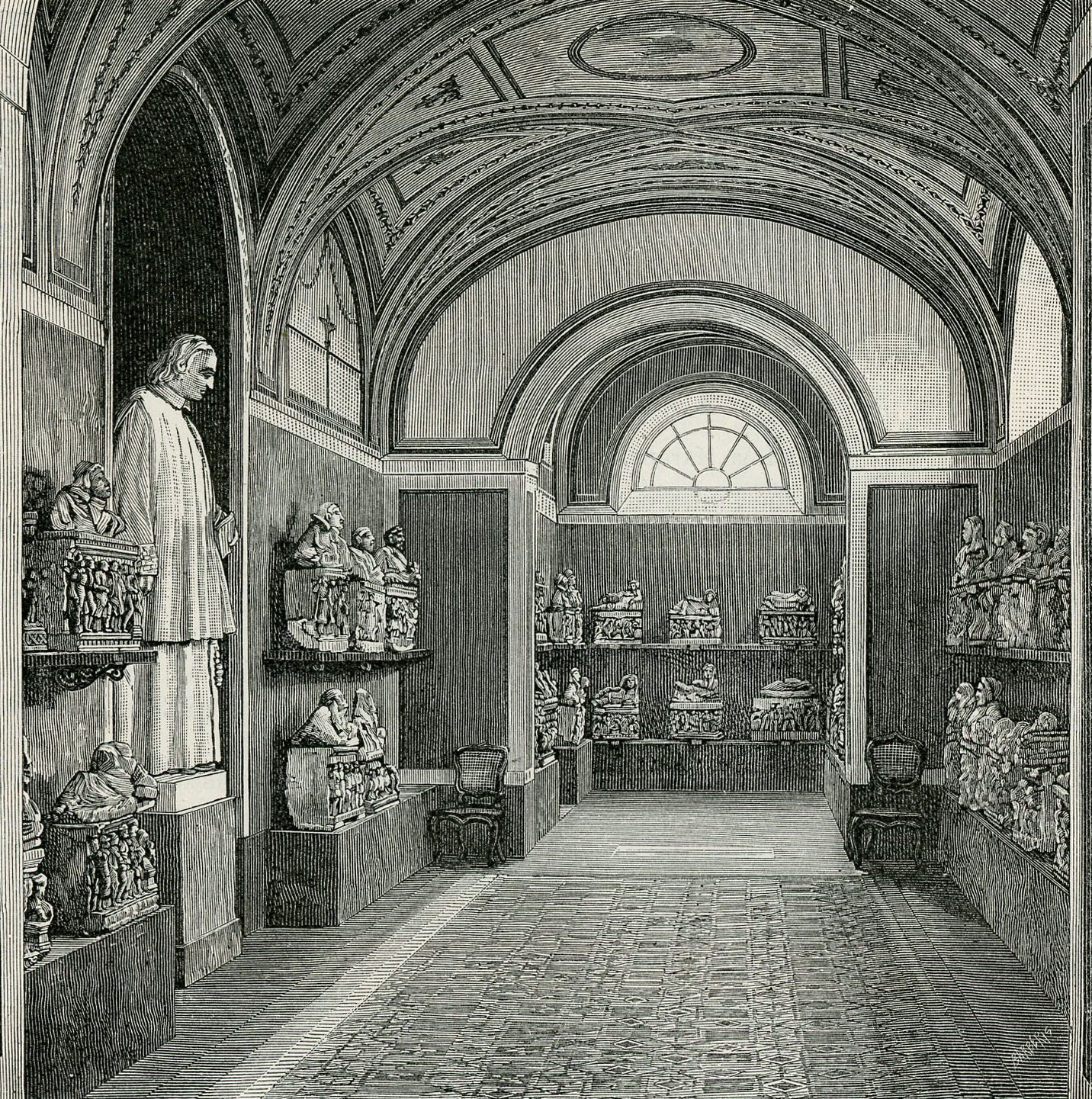
Museo Etrusco Guarnacci um 1900

Es gibt keine zuverlässigen Informationen über Zeit und Ort der Entdeckung der Bronzefigur. Der Archäologe und Zeichner Francesco Inghirami (1772–1846) erwähnte 1825 im vierten Band seines Werks I Monumenti Etruschi systematische Ausgrabungen in Volterra zwischen 1728 und 1737. Wenn man von einem Fundort in Volterra ausgeht, scheint eine Entdeckung der Figur in diesem Zeitraum sehr wahrscheinlich. Einer bekannten, aber unbelegten Anekdote entsprechend soll ein französischer Archäologe beobachtet haben, wie ein Bauer zum Schüren des Holzes die Bronzefigur verwendete. Gesichert scheint dagegen, dass sich die Statuette in den 1730er Jahren in Florenz in der Sammlung der Familie Buonarroti befand. Der Priester und Altertumsforscher Antonio Francesco Gori (1691–1757) hatte die Statuette dort entdeckt und veröffentlichte dazu 1737 eine Zeichnung in seinem Werk Museum Etruscum mit dem Hinweis, sie stamme aus Volterra. Gori beschrieb die Bronzefigur als eine jugendliche Gottheit und vermutete eine Darstellung des Gottes Tages, der als Sohn oder Enkel des Tinia galt und dem Etrusker Tarchon die Kunst der Weissagung vermittelt haben soll. Einige Jahrzehnte später gelangte der adlige Abt Mario Guarnacci (1701–1785) in den Besitz der Statuette und vermachte sie zusammen mit seiner Sammlung der Stadt Volterra. Daraufhin gründete man ein Museum, das später den Namen Museo Etrusco Guarnacci erhielt und noch heute als Aufbewahrungsort für die Bronzefigur dient.